# Scott Bessent
Scott Kenneth Homer Bessent (Conway, 21 de agosto de 1962) é um investidor e gestor de fundos hedge americano, que assumiu em 2025 o cargo de 79º secretário do Tesouro dos Estados Unidos. Foi parceiro na Soros Fund Management e fundador do Key Square Group, uma empresa global de investimentos macroeconômicos.
Grande doador, arrecadador de fundos e conselheiro econômico da campanha presidencial de Donald Trump em 2024, Bessent foi nomeado por Trump para o cargo de secretário do Tesouro em novembro de 2024 e confirmado pelo Senado dos Estados Unidos em 27 de janeiro de 2025, por uma votação de 68 a 29.

## Infância e educação
Scott Kenneth Homer Bessent nasceu em 21 de agosto de 1962, sendo o mais velho de três filhos. Ele tem ascendência hugenote francesa.
Bessent obteve o diploma de bacharel em Ciências Políticas pela Universidade Yale em 1984. Durante a faculdade, foi editor do The Yale Daily News, presidente da Wolf's Head Society (uma sociedade secreta sênior de Yale) e tesoureiro da turma de 1984. Foi ainda presidente do Yale Alumni Fund em 1984 e assistente do diretor de esportes.

## Carreira como investidor e gestor de fundos
Bessent estagiou com o investidor Jim Rogers. Após a graduação, trabalhou no Brown Brothers Harriman, Kynikos Associates (de Jim Chanos) e em outras empresas. Bessent ingressou na Soros Fund Management, empresa privada de gestão de investimentos do bilionário húngaro-estadunidense George Soros, em 1991 e foi parceiro ao longo da década de 1990, tornando-se eventualmente chefe do escritório de Londres. Em 1992, foi membro de destaque da equipe que apostou na queda da libra esterlina na Quarta-Feira Negra, o que gerou mais de US$ 1 bilhão para a empresa. Sua aposta contra o iene em 2013 também trouxe lucros.
Após deixar a SFM em 2000, Bessent fundou um fundo hedge de US$ 1 bilhão, que foi fechado em 2005. Bessent afirmou ter aprendido que não deveria mudar seu estilo ou a abordagem da empresa por conta das preferências dos investidores. Ele também foi conselheiro sênior de investimentos do fundo de fundos Protégé Partners. Bessent retornou à SFM como diretor de investimentos de 2011 a 2015. Em 2015, fundou sua nova empresa, o Key Square Group.
De 2006 a 2011, Bessent foi professor adjunto de história econômica na Universidade Yale, onde lecionou três cursos.

### Key Square Group
Bessent fundou o Key Square Group em 2015, junto com Michael Germino, ex-chefe global de mercados de capitais na SFM. A Key Square utiliza a geopolítica e a economia para realizar investimentos macroeconômicos. A empresa recebeu um investimento inicial de US$ 2 bilhões de George Soros. No final de 2017, os ativos da Key Square eram de US$ 5,1 bilhões. Os retornos de seu fundo principal aumentaram 13% em 2016, mas caíram ou ficaram estagnados de 2017 a 2021, antes de registrar ganhos significativos de 2021 a 2023. O histórico inconsistente afastou clientes, fazendo com que os ativos sob gestão caíssem de US$ 5,1 bilhões em 2017 para US$ 577 milhões em 2023, com a diminuição do número de investidores institucionais de 180 para 20 nesse período.
Como parte de um acordo pré-estabelecido, em 2018, a empresa devolveu o capital de Soros, enquanto absorvia outros ativos. Entre seus investidores está o fundo soberano da Austrália, Future Fund.
Bessent anunciou que cortaria os laços com o grupo ao assumir o cargo de Secretário do Tesouro.

## Envolvimento inicial na política
Em 2000, Bessent organizou um evento de arrecadação de fundos para Al Gore em sua casa em East Hampton, em Nova York. Ele também fez doações para Hillary Clinton e Barack Obama. Em 2016, Bessent doou US$ 1 milhão para o comitê da posse de Donald Trump em 2017. Em 2023 e 2024, contribuiu com mais de US$ 1 milhão para a campanha de Trump.
Em fevereiro de 2024, Bessent organizou uma arrecadação de fundos em Greenville, na Carolina do Sul, que arrecadou quase US$ 7 milhões para a campanha de Trump. Em abril de 2024, foi anfitrião de um evento em Palm Beach, na Flórida, que arrecadou US$ 50 milhões para a campanha. Em julho de 2024, o Bloomberg Businessweek informou que Bessent era um dos principais conselheiros econômicos de Trump. Ele propôs um plano econômico de três pontos para Trump, inspirado na política "Três Setas" do ex-primeiro-ministro japonês Shinzo Abe.

## Secretário do Tesouro

### Nomeação e confirmação
Em 22 de novembro de 2024, o presidente eleito Trump anunciou sua intenção de nomear Bessent como secretário do Tesouro de seu segundo mandato. Bessent é o primeiro secretário do Tesouro abertamente gay, o segundo secretário de Gabinete abertamente gay confirmado pelo Senado (depois de Pete Buttigieg), e o quinto homem gay a ocupar um cargo no nível de Gabinete, incluindo ocupantes interinos e cargos elevados a esse nível.
Bessent compareceu à Comissão de Finanças do Senado dos EUA em 16 de janeiro de 2025, defendendo planos de impor tarifas, apoiando a extensão de cortes de impostos e pedindo políticas econômicas mais rígidas contra China e Rússia.
A Comissão de Finanças do Senado aprovou sua nomeação por 16 votos a 11 em 21 de janeiro de 2025, e o Senado aprovou sua nomeação por 68 votos a 29 em 27 de janeiro.
Durante sua a última audiência de confirmação de Bessent, no dia 27 de janeiro, um homem foi preso no Capitólio dos Estados Unidos com a intenção de assassiná-lo, portando coquetéis molotov e uma faca.

### Mandato
Bessent foi empossado como o 79º Secretário do Tesouro pelo juiz da Suprema Corte Brett Kavanaugh em 28 de janeiro de 2025. Em 31 de janeiro, Bessent deu acesso a Elon Musk e sua equipe do Departamento de Eficiência Governamental ao sistema de pagamentos do Tesouro, que distribui US$ 6 trilhões anuais e contém informações fiscais pessoais de milhões de americanos. Em 1º de fevereiro de 2025, Bessent foi nomeado simultaneamente diretor interino do Gabinete de Proteção Financeira do Consumidor, substituindo Rohit Chopra, que foi demitido no mesmo dia. Bessent imediatamente ordenou a paralisação de todos os trabalhos na agência. Em 3 de fevereiro, ele e o Secretário de Comércio foram incumbidos de implementar um Fundo Soberano dos Estados Unidos.

## Engajamento social
Bessent faz parte do conselho da Universidade Yale, e ele e sua irmã doaram a Biblioteca Bessent à universidade. Ele também criou três bolsas de estudo em Yale: uma para estudantes de primeira geração, uma para estudantes da Carolina do Sul e outra para estudantes do Bronx.
Bessent presidiu o comitê de investimentos e foi membro do comitê executivo no conselho de administração da Universidade Rockefeller. Ele também foi membro do conselho de God's Love We Deliver, uma organização fundada para entregar refeições a pessoas com AIDS confinadas em casa. Ele também é membro do Council on Foreign Relations.

### Filantropia
Bessent fundou duas fundações em 2022 e criou o McLeod Rehabilitation Center no Hospital Shriners para Crianças, em Greenville, na Carolina do Sul. Ele também apoia o Prince's Trust em Londres e o Harlem Children's Zone em Nova York. Bessent apoiou a restauração da Nathaniel Russell House, um Marco Histórico Nacional em Charleston.

## Visões
Em um artigo de 2022 sobre o ex-primeiro-ministro japonês Shinzo Abe, Bessent escreveu:
"A conquista mais duradoura do presidente Trump pode ter sido despertar os Estados Unidos e o mundo para os perigos crescentes de uma China cada vez mais antagonista. Em resposta, a maior realização de Abe foi pegar esse despertar e desenvolver uma solução multilateral de contenção."
Bessent elogiou a proposta de Trump de implementar tarifas amplas. Em um artigo de opinião para o Fox News em novembro de 2024, ele escreveu que os "Estados Unidos abriram seus mercados para o mundo, mas o crescimento econômico da China consolidou ainda mais o poder de um regime despótico", argumentando que as tarifas "são um meio de finalmente defender os americanos".

### Proposta de "Shadow Fed Chair"
Em uma entrevista à Barron's, Bessent propôs uma alternativa ao plano de Trump de substituir o presidente do Federal Reserve, o sistema de reserva federal dos Estados Unidos, Jerome Powell, nomeando um sucessor e buscando confirmação no Senado bem antes do término do mandato de Powell, em maio de 2026. Isso foi chamado de "shadow Fed chair", porque o candidato confirmado poderia prever as decisões do Fed após 2026, enquanto o presidente atual continuaria tomando decisões para políticas em vigor. A proposta foi vista como uma tentativa de enfraquecer a capacidade do presidente do Fed de apresentar orientações para a política monetária em 2026.

Bessent descreveu o plano em uma transmissão no Bloomberg Radio em 11 de outubro de 2024:
"Se você acredita que a orientação futura é boa, por que não podemos dar uma orientação futura sobre quem será o presidente do Fed? Você poderia fazer uma de duas coisas: o presidente atual do Fed poderia ser reempossado, criando assim um caminho. Ou o novo indicado ao cargo de presidente do Fed daria uma orientação futura além da data de validade do atual presidente do Fed."
Ed Yardeni, presidente da Yardeni Research, disse à Barron's que a ideia "criaria muito barulho no mercado" e geraria uma situação onde os investidores teriam que decidir qual presidente do Fed, o atual ou o futuro, teria maior peso nas decisões do Comitê Federal de Mercado Aberto (FOMC), o principal comitê de formulação de políticas do Federal Reserve. Em resposta à proposta do "shadow Fed chair", a senadora Elizabeth Warren afirmou:
"Eu fui uma crítica feroz dos aumentos extremos nas taxas de juros do presidente do Fed, Jerome Powell, e da falta de transparência, mas nunca questionei que é responsabilidade dele tomar essas decisões. Seria um erro grave para a administração Trump interferir na independência do Fed, como o Sr. Bessent sugeriu."

## Leitura extra
- "The Stock Operator: Scott Bessent,, de Steven Drobny